# Betula fujianensis
Betula fujianensis är en björkväxtart som beskrevs av J.Zeng, Jian H.Li och Z.D.Chen. Betula fujianensis ingår i släktet björkar, och familjen björkväxter. Inga underarter finns listade.